# Arum

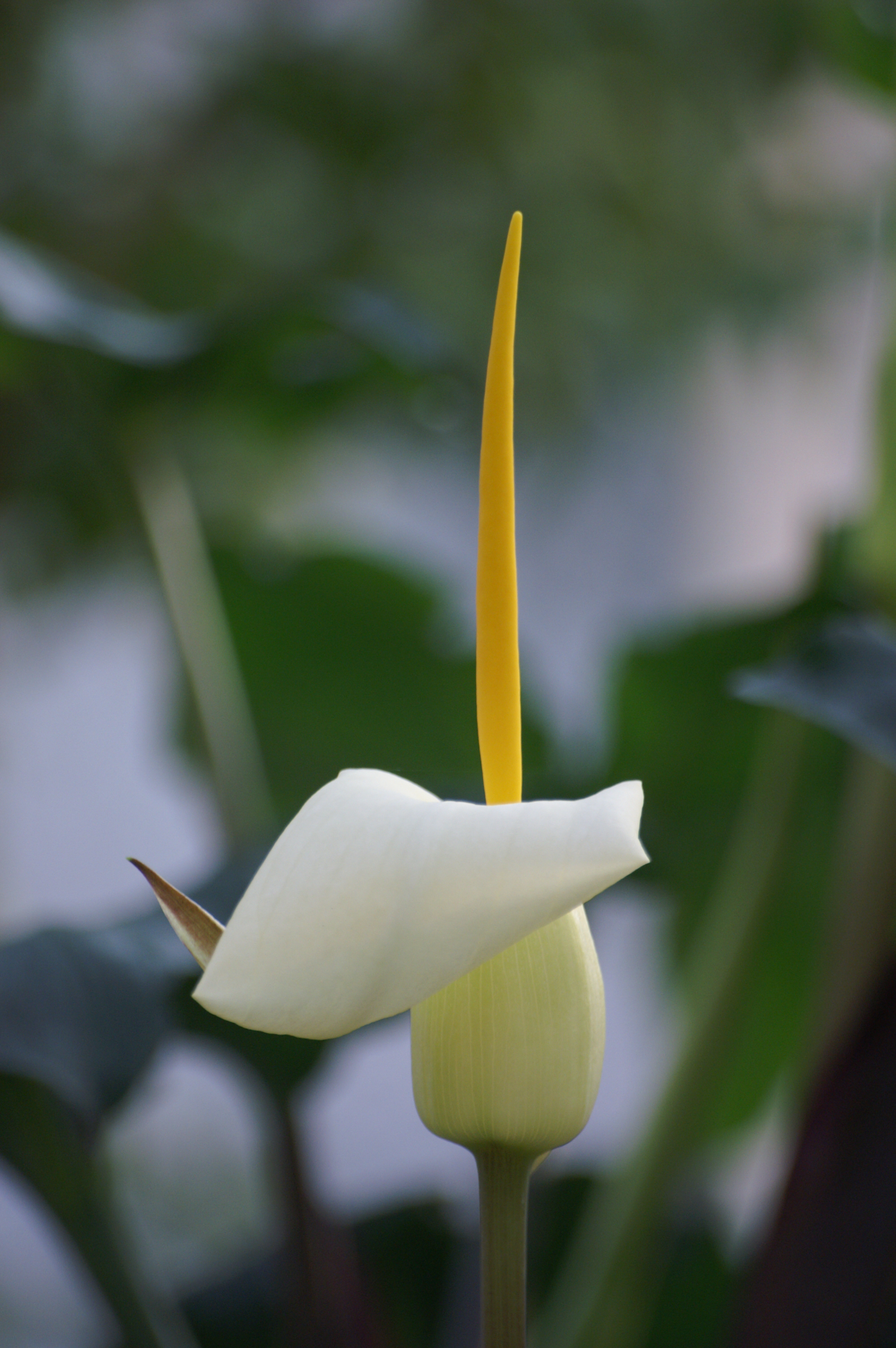
Arum creticum

Arum (árum, aro, arão) é um género botânico da família das aráceas. Também conhecida como Lírio de Arum.
O gênero é formado por espécies de  plantas florescentes, nativas da Europa, norte da África, Ásia ocidental, com a maior diversidade na região mediterrânea.
São plantas rizomatosas, herbáceas, perenes, que crescem entre 20 a 60 cm.
Todas as partes da planta são venenosas, contendo um significante quantidade de oxalato de cálcio.

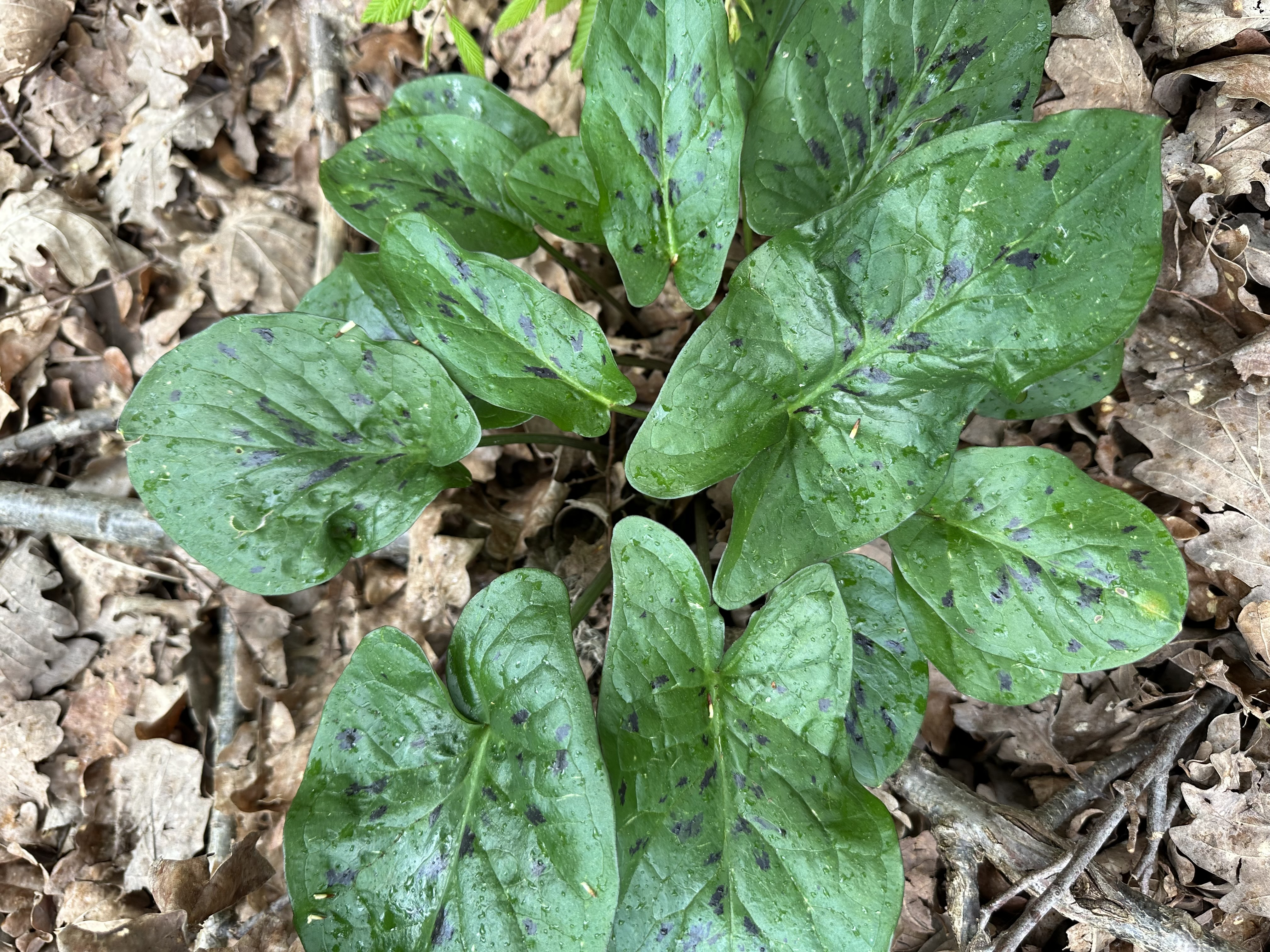
Um tipo de planta Arum em um parque em Paris.

Na classificação taxonômica de Jussieu (1789), Arum é um gênero  botânico,  ordem Aroideae,  classe Monocotyledones com estames hipogínicos.

## Espécies
| - Arum arborescens - Arum arisarum - Arum atrorubens - Arum auritum - Arum bicolor - Arum bulbiferum - Arum campanulatum - Arum cordatum - Arum cucullatum - Arum dracontium - Arum dracunculus - Arum elongatum - Arum esculentum - Arum helleborifolium - Arum indicum - Arum integrifolium - Arum italicum - Arum korolkowii - Arum lacerum | - Arum lucanum - Arum macrorrhizon - Arum maculatum - Arum nepenthoides - Arum nigrum - Arum odorum - Arum orientale - Arum palaestinum - Arum pictum - Arum pinnatifidum - Arum ringens - Arum sagittifolium - Arum seguine - Arum speciosum - Arum spirale - Arum ternatum - Arum tortuosum - Arum tripartitum - Arum triphyllum |

## Classificação do gênero
| Sistema | Classificação                      | Referência               |
| ------- | ---------------------------------- | ------------------------ |
| Linné   | Classe Gynandria, ordem Polyandria | Species plantarum (1753) |